# Dolichobostrychus yunnanus
Dolichobostrychus yunnanus is een keversoort uit de familie boorkevers (Bostrichidae). De wetenschappelijke naam van de soort is voor het eerst geldig gepubliceerd in 1913 door Lesne.